# Harold T. Pinkett
Harold Thomas Pinkett (7 de abril de 1914 - 13 de março de 2001) foi um arquivista e historiador afro-americano. Em 1942, ele se tornou o primeiro arquivista afro-americano empregado nos Arquivos Nacionais dos Estados Unidos. Foi também o primeiro afro-americano a se tornar membro da Sociedade de Arquivistas Americanos e a se tornar editor da revista The American Archivist.  Pinkett era um especialista em arquivos agrícolas e atuou como presidente da Sociedade de História Agrícola.

## Vida pessoal

### Ancestralidade
Os ancestrais de Pinkett eram negros livres em Maryland já em 1820, incluindo o bisavô de Pinkett, Denard Pinkett. Denard trabalhou como trabalhador livre na fazenda de um proprietário de escravos no condado de Somerset e mais tarde se casou com uma de suas escravas, Mary, com quem teve doze filhos. Todas as doze dessas crianças nasceram escravas sob uma lei de escravos de Maryland que afirmava que o status de escravo vinha da mãe. Adam Pinkett era um dos filhos de Denard e era avô de Harold T. Pinkett.
Adam lutou pelo Exército da União na Guerra Civil Americana de 1863 a 1866. Após a guerra, ele teve a sorte de se tornar alfabetizado e possuir terras e uma casa. Ele ajudou a fundar sua igreja metodista episcopal local e logo se tornou um pastor licenciado.
O pai de Harold, Levin Wilson Pinkett, não tinha educação formal e trabalhava como zelador e jardineiro.Levin, como seu pai, Adam, avançou para se tornar um pastor na igreja metodista episcopal local.

### Infância e educação
Harold T. Pinkett nasceu em 7 de abril de 1914, filho de Levin Wilson Pinkett e Catherine Pinkett. Ele nasceu no condado segregado de Salisbury, devastado pelo vigilantismo da era Jim Crow. Entre 1889 e 1918, brancos cometeram dezessete linchamentos, e a área foi batizada de "Mississippi em Chesapeake". Ao longo de sua vida, ele permaneceu comprometido com a educação, religião e realização pessoal.
Quando menino, Pinkett foi jornaleiro para o Afro-American e também distribuiu edições da Associação Nacional para o Avanço da Crise das Pessoas de Cor. De 1910 a 1934, WEB DuBois editou a Crise, que fez lobby pelos direitos civis dos afro-americanos e Pinkett mais tarde escreveu para a publicação.
Quando ele tinha dezesseis anos, Pinkett se matriculou na instituição metodista, Morgan College. Ele conseguiu uma bolsa de estudos do estado de Maryland para pagar suas mensalidades e servia às mesas todo verão para cobrir seu aluguel. Enquanto na Morgan, ele se comprometeu com Omega Psi Phi, Zeta Sigma Pi e Alpha Kappa Mu . Graduou-se em 1935 com as mais altas honras.
Então ele queria fazer pós-graduação em história, mas a Universidade de Maryland ainda era segregada. Assim, no outono de 1935, Pinkett começou seu trabalho de pós-graduação na Universidade da Pensilvânia. Ele morava com a família nas proximidades para economizar dinheiro e também trabalhou para a Administração Nacional da Juventude do New Deal como investigador social na Defensoria Pública.
Depois de apenas um ano, ele começou a ensinar latim em uma escola secundária de Baltimore, onde permaneceu por um ano e meio. A experiência deu-lhe a ambição de retornar à Universidade da Pensilvânia para terminar seu mestrado em 1938. No entanto, ele estava lutando financeiramente e após a formatura, ele voltou para o sul para lecionar no Livingstone College . Ele foi nomeado como substituto sabático para o ano letivo de 1938-1939. Depois que sua nomeação terminou, ele queria voltar para a escola para seu doutorado. A Universidade de Maryland permaneceu fechada para afro-americanos, então ele se matriculou na Universidade de Columbia.
Depois de apenas um ano na Columbia, Pinkett começou a ter dificuldades financeiras e voltou a lecionar. De 1940 a 1941, ele foi membro do corpo docente do Florida Normal College em St. Augustine e ensinou história, governo e geografia.
Em 1941, ele voltou a ensinar em Livingstone. Ele também começou a cortejar Lucille Cannady e eles se casaram na primavera de 1943. Lucille também trabalhou com o governo federal, trabalhando com o Ministério do Trabalho por 33 anos.
Após a guerra, Pinkett retornou à pós-graduação para seu doutorado. Em 1948, ele começou seu trabalho na American University. Graduou-se em 1953 com doutorado em história e administração de arquivos. Sua dissertação foi intitulada "Gifford Pinchot and the Early Conservation Movement in the United States", que foi publicada pela University of Illinois Press e ganhou o prêmio de livro do ano da Agricultural History Society em 1968.

## Carreira

### Década de 1940 e Segunda Guerra Mundial
Em 1941, enquanto ainda estava no Florida Normal College, Pinkett publicou seu primeiro artigo no Journal of Negro History. Ele também começou a revisar livros para a revista, muitas vezes abordando raça e etnia sob o guarda-chuva da democracia americana.
Mas no início de 1942, Pinkett foi procurado pelos Arquivos Nacionais que procuravam alguém com experiência na história do negro. Em 16 de abril de 1942, Pinkett iniciou sua carreira profissional nos Arquivos Nacionais, o primeiro afro-americano a ser contratado como profissional dos Arquivos.
Quando começou a trabalhar com os Arquivos, percebeu que era o único afro-americano que fazia trabalho profissional ou de escritório: todos os outros trabalhadores negros eram empregados como trabalhadores, mensageiros, zeladores e ascensoristas. Não só isso, mas os sulistas dominavam os Arquivos. Mais tarde, ele se referiu a isso como a "Era dos Arquivos Confederados".
Apenas Dwight Hillis Wilson e Roland C. McConnell seguiram Pinkett em carreiras profissionais nos Arquivos, e ambos estavam lá apenas temporariamente devido à guerra. (McConnell deixou os Arquivos em 1947 para ensinar no Morgan College e Wilson saiu em 1946 para trabalhar na Itália com a Allied Force Records Administration).
Enquanto ele era "uma curiosidade" nos Arquivos, sua vida social era tensa com restaurantes segregados e outras áreas que restringiam sua presença.
Em 1943, Pinkett candidatou-se a um cargo na Divisão de Arquivos Agrícolas e ganhou o cargo, superando todos os outros candidatos brancos. Seu forte trabalho aqui lhe rendeu uma promoção como arquivista, que ocupou de 1942 a 1948.
Também em 1943, Pinkett ingressou na Sociedade de Arquivistas Americanos, que havia sido criada em 1936. Embora a sociedade fosse liderada por homens brancos até a década de 1960, ele foi nomeado SAA Fellow em 1962, eleito para o SAA Council em 1971 e foi nomeado editor do American Archivist de 1968 a 1971.
No entanto, naquele dezembro, Pinkett recebeu seu aviso de convocação. Ele foi empossado em 9 de dezembro e serviu em Maryland, Massachusetts, França, Bélgica e Japão em cargos de ensino e administração. Ele alcançou o posto de sargento técnico do exército e ganhou a Medalha de Boa Conduta, a Barreta do Teatro Americano, a Barreta do Teatro Europeu, Africano, do Oriente Médio, a Barreta do Teatro Atlântico-Pacífico, a Medalha de Ocupação do Exército (Japão) e a Barreta da Vitória da Guerra Mundial II.
Enquanto servia na guerra, Pinkett lutou contra o racismo do exército segregado. Ele tentou transferir unidades duas vezes, sendo rejeitado nas duas vezes. Ele também se recusou a ser treinado como oficial, pois "não desejava arriscar a vida e a integridade física de um país que revogou seus direitos civis".
Ele também continuou a escrever enquanto estava em serviço, tanto para a academia quanto para o consumo popular, sobre temas como raça, guerra, o retrato da mídia dos afro-americanos, segregação e história. Perto do fim da guerra, ele escreveu sobre suas experiências, dizendo que "a maioria do Exército Jim Crow é totalmente desnecessária".

### Décadas de 1950 e 1960
Pinkett deixou o exército em 1946, continuando seu trabalho nos Arquivos Nacionais em junho. Ele continuou a escrever para várias publicações e foi nomeado arquivista supervisor em 1948, onde permaneceu até 1959. Ele também completou seis inventários para os Arquivos Nacionais e continuou a defender os usos de pesquisa da história oral e do cinema.
Em seu mandato nos Arquivos, ele auxiliou estudiosos como Arthur Schlesinger Jr., Merle Curti, Samuel P. Hays, Donald C. Swain, Roderick Nash e James Harvey Young.
Em 1959, Pinkett candidatou-se a chefe do Ramo de Agricultura e Serviços Gerais. Ele era o único negro entre 25 candidatos. Ele foi promovido, mas, no entanto, acreditava que estava atrasado. De 1959 a 1962, Pinkett supervisionou as operações arquivísticas e administrativas da filial. Ele desempenhou um papel fundamental em que os registros foram mantidos e quais foram destruídos. Seu trabalho no aconselhamento de pesquisadores e funcionários do governo lhe rendeu um Prêmio de Serviço Louvável em 1964.
Em 1968, depois de ser preterido para outros cargos, Pinkett foi promovido a vice-diretor de divisão. Foi também quando assumiu responsabilidades editoriais com o American Archivist . De 1970 a 1972, Pinkett também atuou como membro do conselho editorial do novo Prologue: Journal of the National Archives, além de contribuir com artigos. Em 1970, atuou como co-diretor do National Archives Conference on Research in the Administration of Public Policy para incentivar a colaboração de arquivistas e historiadores.

### Década de 1970 e SAA
Em 1971, Pinkett assumiu as funções de liderança do recém-criado Natural Resources Records Branch Essa transferência fez dele o afro-americano de mais alto escalão na Administração de Serviços Gerais.
No início da década de 1970, a história afro-americana era uma área de estudo incrivelmente popular entre academias e arquivos. O Movimento dos Direitos Civis continuou a crescer e Pinkett compartilhou os objetivos dos defensores mais jovens, mas com meios diferentes. Pinkett continuou a escrever artigos, editar e revisar periódicos e até mesmo apresentar em conferências.
Além de sua participação no Movimento dos Direitos Civis, ele também esteve profundamente envolvido com a Sociedade de Arquivistas Americanos. Como explica Alex H. Poole, "muitos membros mais jovens viam a SAA como sexista, elitista e homogênea: eles faziam lobby pela diversidade na profissão, bem como nas coleções".
Pinkett decidiu concorrer a vice-presidente da SAA, embora tenha perdido por dezessete votos. Mas ele ainda permaneceu ativo na SAA, servindo no Comitê de Indicação (1973–974), no Comitê de Arquivos Urbanos (como presidente) (1975–1976), no Comitê de Prêmios (como presidente) (1977–1978) e no Comitê Historical Association–Organization of American Historians–SAA Joint Committee (1977–1980). Ele também continuou a escrever e revisar para várias publicações.
Também na década de 1970, Pinkett atuou no comitê executivo da Agricultural History Society (1972-1975) e no conselho editorial (1977-1979). Ele também permaneceu ativo na Forest History Society, servindo em seu conselho de administração por duas décadas (1971-1991) e foi eleito presidente, servindo de 1976 a 1978. Pinkett foi nomeado Fellow da Forest History Society em 1975, a maior honraria da Sociedade.
Ele também ensinou na Howard University de 1970 a 1976 e na American University de 1976 a 1977.
No final da década de 1970, Pinkett viu uma diminuição no profissionalismo e investimento acadêmico nos Arquivos Nacionais e optou por se aposentar. Mais tarde, ele recebeu um Prêmio de Serviço Excepcional. Pinkett disse mais tarde que "não estava amargo" por sua falta de progressão nos Arquivos, embora tenha trabalhado mais do que funcionários não negros que receberam reconhecimento e promoção. Como disse o colega arquivista Wilda Logan, Pinkett “provavelmente teve que andar sobre a água duas vezes” para alcançar seus cargos profissionais.

### Décadas de 1980, 1990 e aposentadoria
Embora ele se aposentou do Arquivo Nacional, ele permaneceu envolvido no trabalho de arquivo. Em 1980, ele ajudou a Howard University a estabelecer seus Arquivos Universitários e trabalhou como consultor de arquivos para organizações afro-americanas, como a National Business League (1981, 1983), o United Negro College Fund (1982, 1984), a National Urban League (1982). ), The Links, Inc. (1986) e a NAACP (1986-1987). Ele também trabalhou com a Cheyney University e contribuiu para o The American Archivist e a American Library Association World Encyclopedia of Library and Information Services.
Ele permaneceu um membro integral da Sociedade Histórica Agrícola e serviu no comitê executivo de 1983 a 1986. Ele também presidiu a sociedade de 1982 a 1983. Ele escreveu artigos para a revista AHS, Agricultural History, e continuou a escrever resenhas de livros para várias publicações.
Pinkett trabalhou como consultor para muitas universidades e instituições durante sua aposentadoria, incluindo a Atlanta University e a Eugene and Agnes Meyer Foundation.

## Legado
Ao longo de sua carreira, Pinkett lutou pela representação minoritária em toda a profissão de arquivista, especialmente na SAA e nos Arquivos Nacionais. Ele sugeriu que as minorias sirvam nos comitês e conselhos da Sociedade, que recrutem minorias para projetos e que divulguem as descobertas de sua Força-Tarefa sobre Diversidade. Antes da Força-Tarefa ser dissolvida, eles formaram a Mesa Redonda das Minorias, mais tarde a Mesa Redonda dos Arquivistas e Arquivos da Cor.
Em 1999, o prêmio da Sociedade de Arquivistas Americanos para estudantes de pós-graduação minoritários recebeu o nome de Pinkett. Ele morreu em 31 de março de 2001, pouco antes de completar 87 anos. Ele deixou mais portas abertas para seus antecessores do que quando começou o trabalho de arquivamento, mais de 60 anos antes. O arquivista Wilda Logan o chamou de "o Martin Luther King Jr. dos arquivistas", e ele é considerado o pai dos arquivistas afro-americanos e do trabalho de arquivo.